# Kenny Pickett
Kenneth Shane Pickett (Oakhurst, 6 giugno 1998) è un giocatore di football americano statunitense che milita nel ruolo di quarterback per i Cleveland Browns della National Football League (NFL).

## Carriera universitaria
Pickett al college a football a Pittsburgh dal 2017 al 2021. Nell'ultima stagione passò 4.319 yard e 42 touchdown, entrambi record dell'istituto. Fu premiato come All-American e fu finalista nell'Heisman Trophy, dove concluse al terzo posto. Pittsburgh vinse la finale della Atlantic Coast Conference con un record di 11-2 nelle gare dove Pickett partì come titolare, il miglior bilancio dei Panthers dal 1976.

## Carriera professionistica

### Pittsburgh Steelers

#### Stagione 2022
Nel marzo 2022 vari media analizzarono la misura delle mani di Pickett poiché ritenute molto minute e perciò il giocatore avrebbe potuto essere più propenso a commettere dei fumble. A 21,59 cm le mani del giocatore erano più piccole di ogni quarterback partito come titolare nella stagione 2021. Malgrado ciò era considerato da diverse pubblicazioni come una delle prime scelte nel Draft NFL 2022. Il 28 aprile venne scelto dai Pittsburgh Steelers come ventesimo assoluto, il primo quarterback chiamato.
Pickett debuttò come professionista entrando all'inizio del secondo tempo della gara del quarto turno contro i New York Jets, rilevando Mitchell Trubisky. La sua partita si chiuse con 10 passaggi completati su 13 tentativi, 123 yard passate, 2 touchdown segnati su corsa e 3 intercetti subiti nella sconfitta. Il giorno dopo la partita fu nominato quarterback titolare per il resto della stagione. Nella prima gara come partente passò 327 yard e subì un intercetto nella netta sconfitta contro i Baltimore Ravens per 38-3. Nel 13º turno, grazie finalmente a un gioco sulle corse competitivo, Pickett guidò la squadra alla vittoria sugli Atlanta Falcons con 197 yard passate, un touchdown e non perse alcun pallone.
Nel penultimo turno Pickett portò gli Steelers alla vittoria in rimonta sui Cleveland Browns guidando il drive della vittoria, partito a 4 minuti dal termine e conclusosi con il passaggio da touchdown per Najee Harris. La sua stagione da rookie si concluse con 2.404 yard passate, 7 touchdown, 9 intercetti subiti e 3 touchdown su corsa in 13 presenze, di cui 12 come titolare. Gli Steelers ebbero un record finale di 9-8, sfiorando i playoff.

#### Stagione 2023
Nel quarto turno Pickett passò un touchdown da 72 yard per Calvin Austin III che fu la segnatura più lunga di sempre degli Steelers contro i Raiders, battendo la Immaculate Reception di Franco Harris nei playoff del 1972. Nella gara successiva fu costretto a lasciare il campo di gioco a causa di un infortunio al ginocchio. Nella settimana 5 passò a George Pickens il touchdown da 41 yard della vittoria in rimonta sui Ravens a un minuto e 17 secondi dal termine.
Prima della gara della settimana 12, gli Steelers licenziarono il coordinatore offensivo Matt Canada. Nella partita che ne seguì la squadra guadagnò 400 yard in attacco per la prima volta dopo 59 gare. Pickett chiuse la gara vinta contro i Bengals con 278 yard passate senza touchdown e intercetti. Nel turno successivo subì un infortunio a una caviglia, venendo costretto ad abbandonare la gara persa contro gli Arizona Cardinals e a saltare quella della settimana successiva.

### Philadelphia Eagles
Il 15 marzo 2024 Pickett e una scelta del quarto giro del Draft NFL 2024 furono scambiati con i Philadelphia Eagles per una scelta del terzo giro del Draft 2024 e due scelte del settimo giro del Draft 2025. Nella settimana 16 subentrò all'infortunato Jalen Hurts completando 14 passaggi su 24 nella sconfitta contro i Washington Commanders. La settimana successiva fu nominato titolare per la gara contro i Dallas Cowboys con Hurts ancora infortunato, portando la squadra in vantaggio per 27-7 prima di essere costretto a uscire nel terzo quarto per un infortunio.

### Cleveland Browns
L'11 marzo 2025 Pickett fu scambiato con i Cleveland Browns.

## Palmarès
- Super Bowl : 1

Philadelphia Eagles: LIX
- National Football Conference Championship:1

Philadelphia Eagles: 2024